# Гравлакс
Гравлакс (швед. gravlax або gravad lax, нід. gravad laks або gravlaks, дан. gravlaks, ісл. graflax, букв. «лосось з ями») або граавілохі (фін. graavilohi, ест. graavilõhe) — скандинавська страва, закуска з сирого лосося, приправлені сіллю, цукром і кропом. Гравлакс зазвичай застосовується дрібно нарізаним як аперитив зі спеціальним соусом — hovmästarsås (або gravlaxsås), кропом або гірчицею, з хлібом або з картоплею. Досить популярна страва у Швеції, Норвегії, Данії, Фінляндії, Естонії, Нідерландах, Ісландії.

## Історія
У давнину, при хорошому улові, щоб надлишок риби не пропав, жителі Скандинавії придумали особливий спосіб зберігання улову. Вони брали лосося, щедро солили та натирали його різними спеціями, а потім закопували в землю або пісок. Звідси і походить назва страви. Риба виходила неймовірно смачна — помірно солона, пряна і ніжна.
Сучасна технологія дещо змінилася — рибу більше не закопують. Замість цього рибу загортають у харчову плівку або фольгу. Основні інгредієнти залишилися колишніми. Головний компонент — жирна червона риба родини лососевих (сьомга, форель, горбуша тощо). Крім основних інгредієнтів (сіль, цукор, білий мелений перець і кріп), є сучасні рецепти гравлаксу з додаванням буряка, хрону, алкоголю (горілка, коньяк, кальвадос).